# Narcotràfic

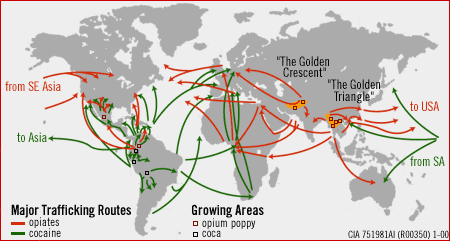
Mapa de la CIA de connexions internacionals de drogues il·legals (2009)

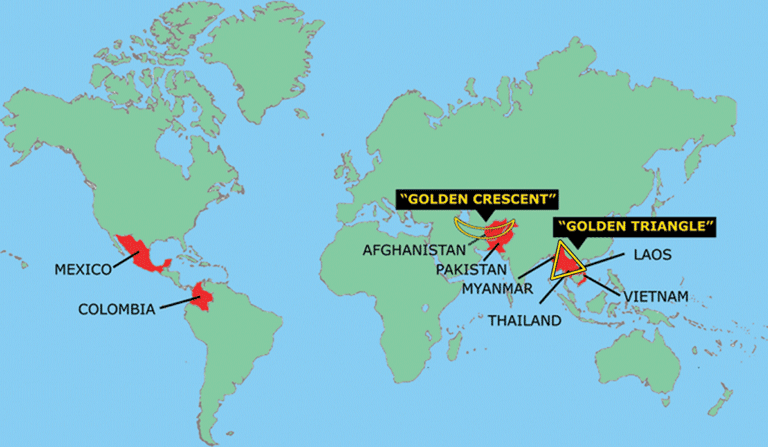
Principals països productors d'heroïna del món (de color vermell)

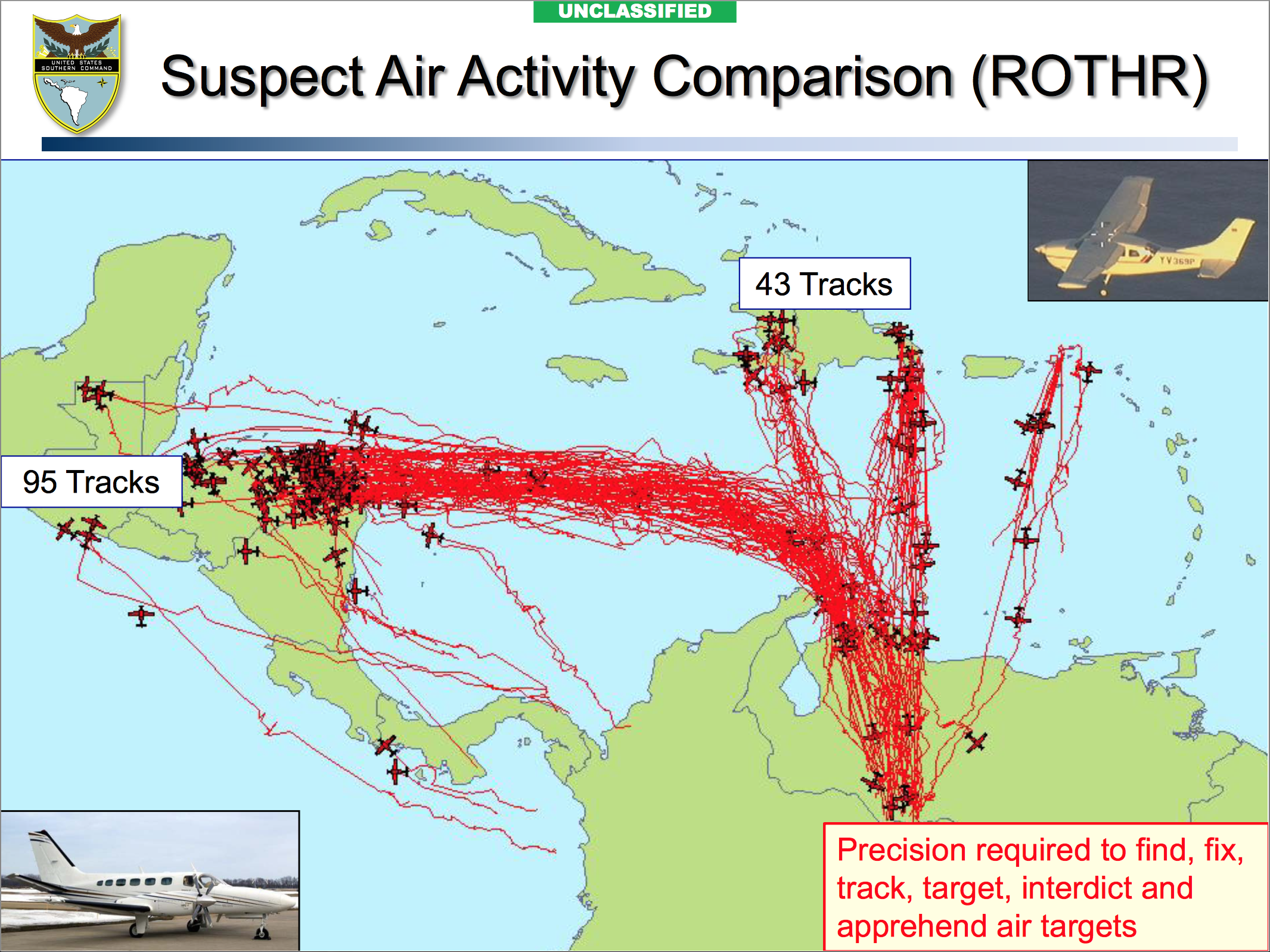
Rutes aèries del narcotràfic supervisades pel Comandament Sud dels EUA

El narcotràfic és el negoci il·legal sorgit del conreu, transport i compravenda de droga. Va néixer al segle xix (des de la Primera Guerra de l'Opi) i és un dels comerços més lucratius del mercat negre, associat al crim organitzat a escala internacional. El preu de la droga augmenta amb el pas de fronteres (amagada dins altres mercaderies o introduïda al país sense ser declarada) i amb l'addició de substàncies químiques o refinament, així com amb la repartició, ja que es ven per dosis (els anomenats camells o distribuïdors finals o intermedis acumulen el 54% del benefici)
El narcotràfic té conseqüències negatives a diferents nivells. D'una banda hipoteca els camperols (com els conreadors de l'opi de l'Afganistan o els de cocaïna d'Amèrica Llatina), ja que és més lucratiu per a ells dedicar-se a produir substàncies il·legals, però té més riscos i es perd superfície de conreu d'aliments. D'altra, afavoreix les xarxes mafioses i el diner negre, amb l'amenaça que suposa per al sistema econòmic legal, així com per al desenvolupament dels països emissors. El narcotràfic, en ésser una activitat il·legal, comporta altres activitats també il·legals, com l'ús de nens per a assassinar, els anomenats baby sicaris. Per acabar, afavoreix l'addicció a substàncies lesives per a la salut.
La policia de cada Estat té entre les seves funcions lluitar contra el narcotràfic, però existeixen també organismes internacionals específics, com els lligats a les Nacions Unides.

## Història
El govern de la dinastia Qing va emetre edictes contra el tabaquisme d'opi el 1730, 1796 i 1800. Occident va prohibir les drogues addictives al llarg del segle XIX i principis del XX. A partir del segle XVIII, els comerciants britànics de la Companyia de les Índies Orientals van començar a vendre il·legalment opi als comerciants xinesos i, a principis del segle XIX, va sorgir un comerç il·legal de drogues a la Xina . Com a resultat, el 1838 el nombre d'addictes a l'opi xinesos havia crescut fins als quatre i dotze milions. El govern xinès va respondre fent complir la prohibició de la importació d'opi; això va provocar la Primera Guerra de l'Opi (1839–1842) entre el Regne Unit i la Xina de la dinastia Qing. Els britànics van derrotar els xinesos, i en el tractat resultant que va posar fi a la guerra, el Tractat de Nanquín, el govern Qing es va veure obligat a permetre als comerciants britànics vendre opi cultivat a l'Índia. El comerç d'opi era lucratiu, i fumar-lo s'havia convertit en habitual entre els xinesos al segle XIX, de manera que els comerciants britànics van augmentar el comerç amb els xinesos. La Segona Guerra de l'Opi va esclatar el 1856, amb els britànics units aquesta vegada pels francesos. El Tractat de Tianjin, que va concloure aquest conflicte, estipulava que les autoritats xineses obririen més ports al comerç exterior, inclòs l'opi.
El 1868, com a resultat de l'augment de l'ús de l'opi a Gran Bretanya, el govern britànic va restringir la venda d'opi mitjançant la implementació de la Llei de Farmàcia de 1868. Als Estats Units, el control de l'opi va romandre sota el control dels estats individuals dels EUA fins a la introducció de la Llei Harrison el 1914, després que 12 potències internacionals signessin la Convenció Internacional de l'Opi el 1912.
Entre 1920 i c. El 1933 la XVIII esmena de la Constitució dels Estats Units va prohibir l'alcohol als Estats Units. La prohibició va resultar gairebé impossible d'aplicar i va provocar l'augment del crim organitzat, inclosa la moderna màfia nord-americana, que va identificar enormes oportunitats de negoci en la fabricació, el contraban i la venda de begudes il·lícites. A principis del segle XXI va augmentar el consum de drogues a Amèrica del Nord i Europa, amb una demanda particularment augmentada de marihuana i cocaïna. Com a resultat, els sindicats internacionals del crim organitzat com el Cartel de Sinaloa i 'Ndrangheta han augmentat la cooperació entre ells per tal de facilitar el narcotràfic transatlàntic. El consum d'una altra droga il·lícita, l'haixix, també ha augmentat a Europa.
El tràfic de drogues és àmpliament considerat pels legisladors com un delicte greu a tot el món. Les sancions sovint depenen del tipus de droga (i de la seva classificació al país on es trafica), de la quantitat que es trafica, d'on es ven la droga i de com es distribueix. Si les drogues es venen a menors d'edat, les sancions per tràfic poden ser més dures que en altres circumstàncies. El tràfic de drogues comporta greus sancions a molts països. La sentència pot incloure períodes llargs d'empresonament, flagel·lació i fins i tot la pena de mort (a Singapur, Malàisia, Indonèsia i altres llocs). El desembre de 2005, Van Tuong Nguyen, un traficant de drogues australià de 25 anys, va ser penjat a Singapur després de ser condemnat el març de 2004. El 2010, dues persones van ser condemnades a mort a Malàisia per tràfic 1 quilogram (2.2 lb) de cànnabis al país. L'execució s'utilitza principalment com a element dissuasiu, i molts han demanat que els països prenguin mesures molt més efectives per fer front al narcotràfic; per exemple, dirigint-se a organitzacions criminals específiques que sovint també estan actives en el contraban d'altres béns (és a dir, vida salvatge) i fins i tot persones. En molts casos, s'ha demostrat que existeixen vincles entre polítics i organitzacions criminals.
El juny de 2021, la Interpol va revelar una operació a 92 països que va tancar 113.000 llocs web i mercats en línia que venien medicaments i productes mèdics falsificats o il·lícits un mes abans, va provocar la detenció de 227 persones a tot el món, va recuperar productes farmacèutics per valor de 23 milions de dòlars i va provocar la confiscació d'aproximadament nou milions de dispositius i drogues, incloses grans quantitats de proves falses de COVID-19 i màscares facials.

## Efectes socials
Els països de producció i trànsit de drogues són uns dels més afectats pel comerç, tot i que els països els reben de manera il·legal les substàncies importades també es veuen afectades negativament. Per exemple, l'Equador ha absorbit fins a 300.000 refugiats de Colòmbia que fugen de guerrilles, paramilitars i caps de la droga. Mentre que alguns van sol·licitar asil, d'altres encara són immigrants il·legals. Les drogues que passen de Colòmbia a través de l'Equador a altres parts d'Amèrica del Sud creen problemes econòmics i socials.
Hondures, per on s'estima que el 79% de la cocaïna passa cap als Estats Units, tenia, des del 2011, la taxa d'assassinats més alta del món. Segons l' International Crisis Group, les regions més violentes d'Amèrica Central, especialment al llarg de la frontera entre Guatemala i Hondures, estan altament correlacionades amb una gran activitat de tràfic de drogues.

### Crim violent
En diversos països, es creu que el comerç il·legal de drogues està directament relacionat amb delictes violents com l'assassinat i la violència amb armes. Això és especialment cert en tots els països en desenvolupament, com Hondures, però també és un problema per a molts països desenvolupats d'arreu del món. A finals de la dècada de 1990 als Estats Units, l'Oficina Federal d'Investigacions va estimar que el 5% dels assassinats estaven relacionats amb drogues. A Colòmbia, la violència de les drogues pot ser causada per factors com l'economia, els governs pobres i l'absència d'autoritat en l'aplicació de la llei. Després d'una repressió per part de les autoritats nord-americanes i mexicanes a la primera dècada del segle XXI com a part de l'enduriment de la seguretat fronterera arran dels atacs de l'11 de setembre, la violència fronterera a Mèxic va augmentar. El govern mexicà calcula que el 90% dels assassinats estan relacionats amb les drogues.
Un informe de la Unitat d'Estratègia de Drogues del govern del Regne Unit que es va filtrar a la premsa, va afirmar que a causa del preu car de les drogues altament addictives, l'heroïna i la cocaïna, el consum de drogues era responsable de la gran majoria de la delinqüència, inclòs el 85% dels robatoris, 70– El 80% dels robatoris i el 54% dels robatoris. Va concloure que "la despesa dels delictes comesos per donar suport als hàbits il·legals de cocaïna i heroïna ascendeix a 16.000 milions de lliures a l'any al Regne Unit"